# Higashimiyoshi (Tokushima)
Higashimiyoshi (東みよし町 Higashimiyoshi-chō?) es un pueblo localizado en la prefectura de Tokushima, Japón. En junio de 2019 tenía una población estimada de 14.025 habitantes y una densidad de población de 115 personas por km². Su área total es de 122,48 km².

## Geografía

### Localidades circundantes
- Prefectura de Tokushima
  - Miyoshi
  - Tsurugi
- Prefectura de Kagawa
  - Mannō
  - Mitoyo

## Demografía
Según los datos del censo japonés, esta es la población de Higashimiyoshi en los últimos años.
| 1995   | 2000   | 2005   | 2010   | 2015   |
| ------ | ------ | ------ | ------ | ------ |
| 15.993 | 16.199 | 15.626 | 15.044 | 14.638 |